# Ао Куанг
Ао Гуан (敖廣 або 敖光) — володар Східного моря в китайській міфології, водний бог у подобі дракона. Ао Гуан найдетальніше згадується в романах «Канонізація божеств» і «Подорож на Захід». Відомий як противник бога-хлопчика Нечжа.

## Образ і функції
Ao Гуан виступає повелителем Східного моря, одним з царів-драконів. Зовні китайського дракона описують так: роги оленя, очі демона, лапи орла, голова верблюда, шия змії, лапи тигра і вуха корови. На голові драконів знаходиться їх найважливіша відзнака — маленький ріг на потилиці, завдяки якій вони можуть літати без крил.
Китайці поміщали зображення Ао Гуана на ручки і дверні пороги, для того щоб їх марно не турбували. Це пояснюється тим, що за переказами Ао Гуан був дуже примхливим драконом і не любив коли його турбують.

## У «Канонізації божеств»
Найвідоміший міф про Ао Гуана наявний у романі XVI століття «Канонізація божеств». Згідно з ним, Ао Гуан, будучи примхливим і дратівливим, вимагав від людей у жертву юнаків і дівчат за те, що пошле їм дощ. Коли чудесно народженому Нечжа виповнилось 7 років, він грався на березі річки (або моря) та збурив її води. Ао Гуан послав гінця Ао Біна, щоб втихомирити хлопчика, але той убив цього гінця та всіх наступних. Ао Гуан став вимагати в батька Нечжа — царя Лі, щоб той убив хлопчика, інакше дракон затопить його фортецю. В деяких варіантах Лі вирішив віддати сина дракону. Так чи інакше, Нечжа аби врятувати батьків і їхніх підданих, вчинив самогубство, проте був воскрешений мудрецем Тайю Чженьженем.

## У романі «Подорож на Захід»
У пошуках зброї для своєї знаменитої подорожі на Захід, Сунь Укун (Цар Мавп) прийшов у підводний палац до Ао Гуана. Дракон запропонував йому багато чудової зброї, але Сунь Укун взяв Цзіньгубан — неймовірно важкий посох, за допомогою якого можна контролювати припливи. Вважалося, що ніхто не в змозі підняти цей посох, однак Цар Мавп з легкістю крутив його в руках. Будучи і так приниженим цим вчинком, Ао Гуан був змушений дати Сунь Укуну комплект броні до пари величному посоху.
Коли Нечжа грався в струмку, він ненароком похитнув палац Ао Гуана. Роздратований бог-дракон відправив свого найкращого гінця вбити хлопчиська, але Нечжа зумів себе захистити і переміг гінця. Розлючений, Ао Гуан наказав свого третьому синові знищити Нечжа, але хлопчик і над ним взяв верх. Розізлившись, Ао Гуан прийшов до батька хлопчика і став погрожувати тим, що донесе про бешкетування Нечжа самому Нефритовому імператору. Проте Нечжа переміг у бою Ао Гуана і змусив його відступити. Така ганьба і приниження втихомирили Ао Гуана, і рішуче стримали його лють.